# Hallue
Pour les articles homonymes, voir Hallue (homonymie).
L'Hallue est une rivière picarde du département de la Somme, affluent de la Somme. Sa vallée, densément peuplée, à dominante rurale, voit se développer au cours de l'histoire une activité meunière et textile ; elle est le théâtre d'une grande bataille en décembre 1870 entre les troupes françaises et prussiennes.

## Géographie
L'Hallue déroule son cours sur 15,8 kilomètres, à travers l'Amiénois, selon une direction nord-sud. Sa source se situe à Vadencourt, à l'est de Contay, à une altitude de 54 m, au nord du mont Fay (108 m) et du sommet du plateau culminant à Baizieux à 127 mètres. Sa confluence avec la Somme se situe sur le territoire de la commune de Vecquemont pour le bras le plus au sud et sur celui de la commune de Daours pour le bras le plus au nord, à l'altitude de 27 mètres
,,.
À l'exemple du Scardon, sa vallée sèche se poursuit vers l'amont sur une longueur d'au moins 15 kilomètres jusqu'à Mailly-Maillet. Le cours de la rivière, large de 2 à 4 mètres et bordé de peupleraies, est fortement urbanisé, traversant de nombreuses petites agglomérations. Jusqu'au XVIIIe siècle, dans les marais communaux de Pont-Querrieu, la rivière se scindait en deux bras formant une île. L'Hallue présente un débit réduit, mais non négligeable pour un cours d'eau de cette longueur, de 1,45 m3/s à son exutoire dans le cadre d'un régime pluvial océanique.
Pour assurer le fonctionnement des moulins et l'extraction de la tourbe, le cours de la rivière a été modifié à plusieurs reprises.

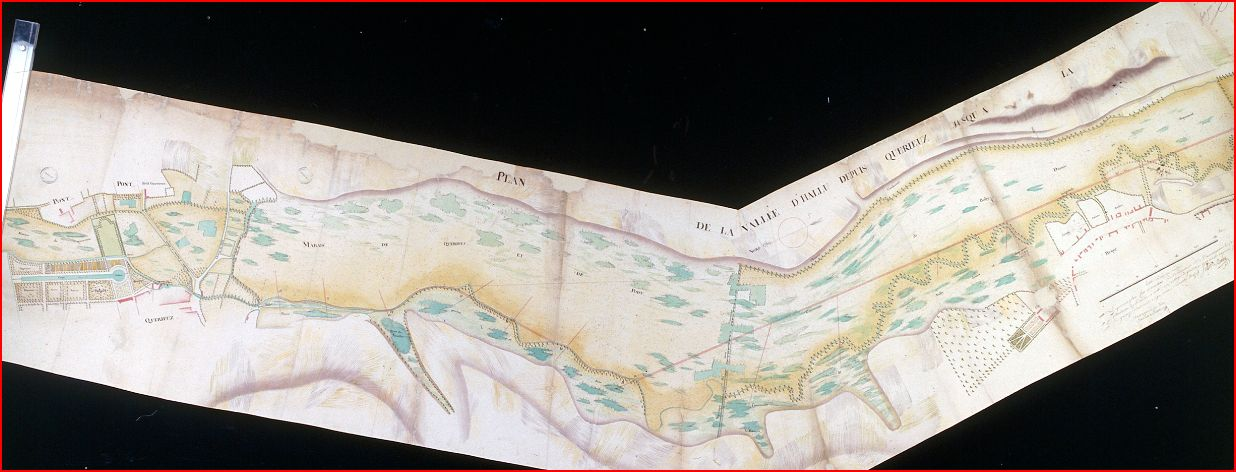
Vallée de l'Hallue de Querrieu à Bussy-lès-Daours.
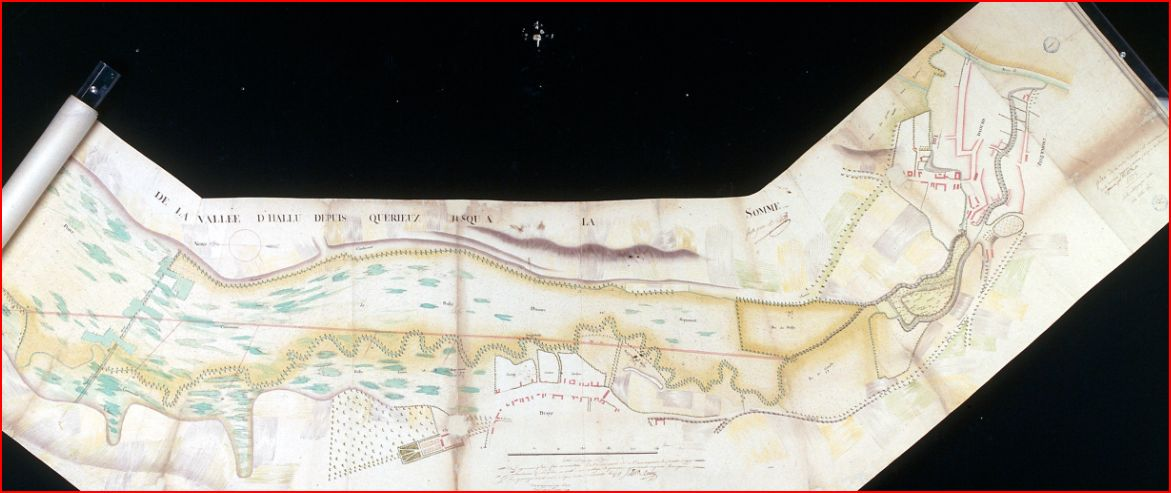
Vallée de l'Hallue de Bussy-lès-Daours à Daours en 1757.
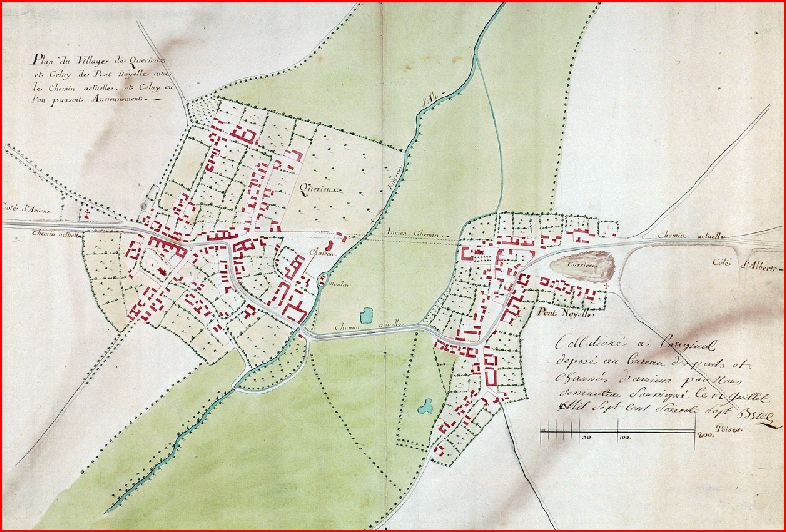
L'Hallue entre les villages de Querrieu et de Pont-Noyelles en 1767.

### Communes et cantons traversés
Le cours de la rivière est entièrement situé dans le département de la Somme. Prenant sa source dans le canton de Villers-Bocage, l'Hallue traverse les neuf communes de Vadencourt (source), Contay, Bavelincourt, Beaucourt-sur-l'Hallue, Montigny-sur-l'Hallue, Béhencourt, Fréchencourt, Pont-Noyelles et Querrieu, puis elle arrose également  le canton de Corbie en traversant les trois communes de Bussy-lès-Daours, Daours, et Vecquemont avant de rejoindre la Somme, donc avant la station d'épuration de Daours et l'usine agro-alimentaire Roquette Frères (une féculerie de pomme de terre).

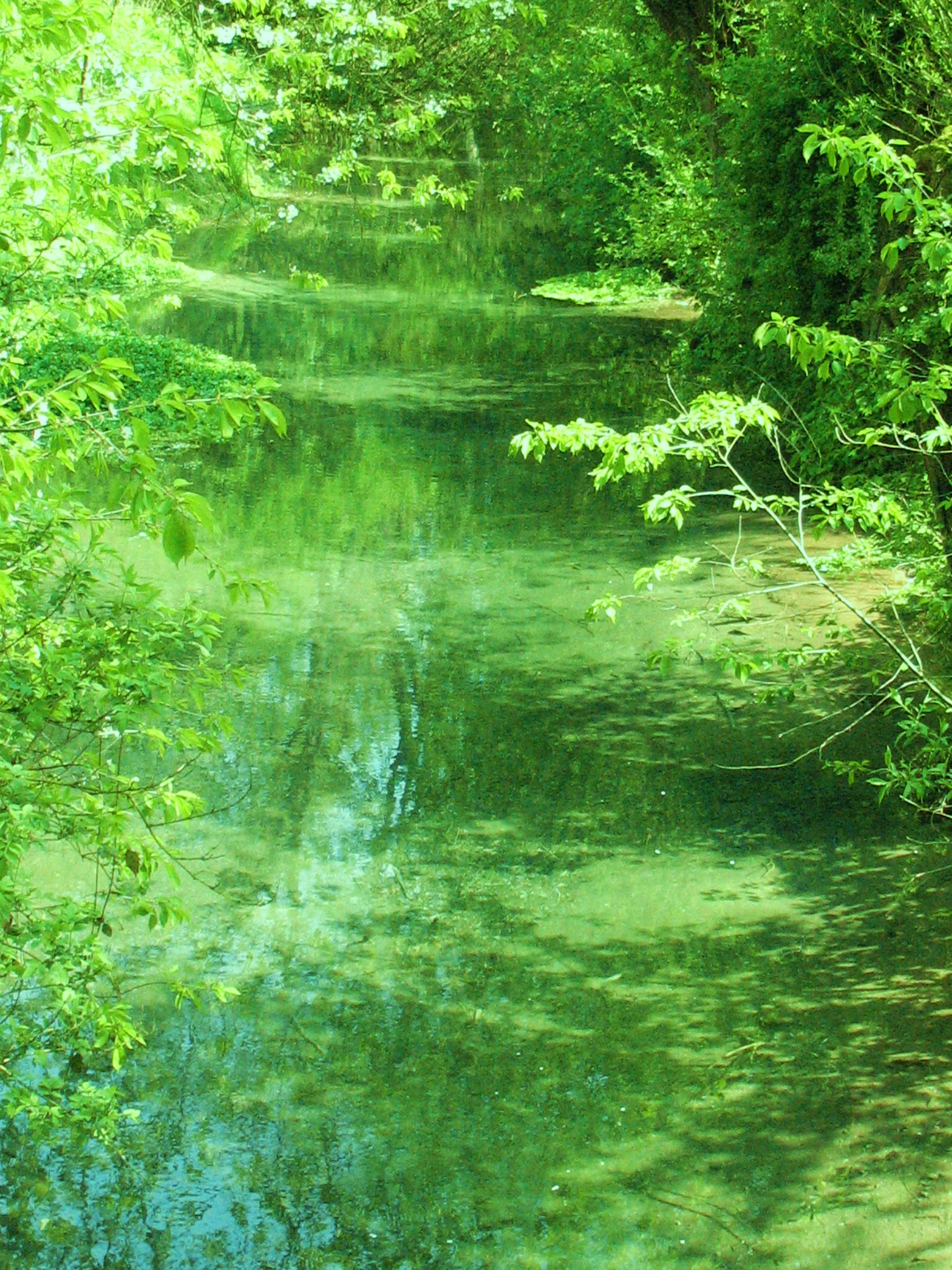
La source de l'Hallue à Vadencourt.

### Toponymes
L'Hallue a donné son hydronyme a deux communes : Beaucourt-sur-l'Hallue, Montigny-sur-l'Hallue.

### Bassin hydrographique

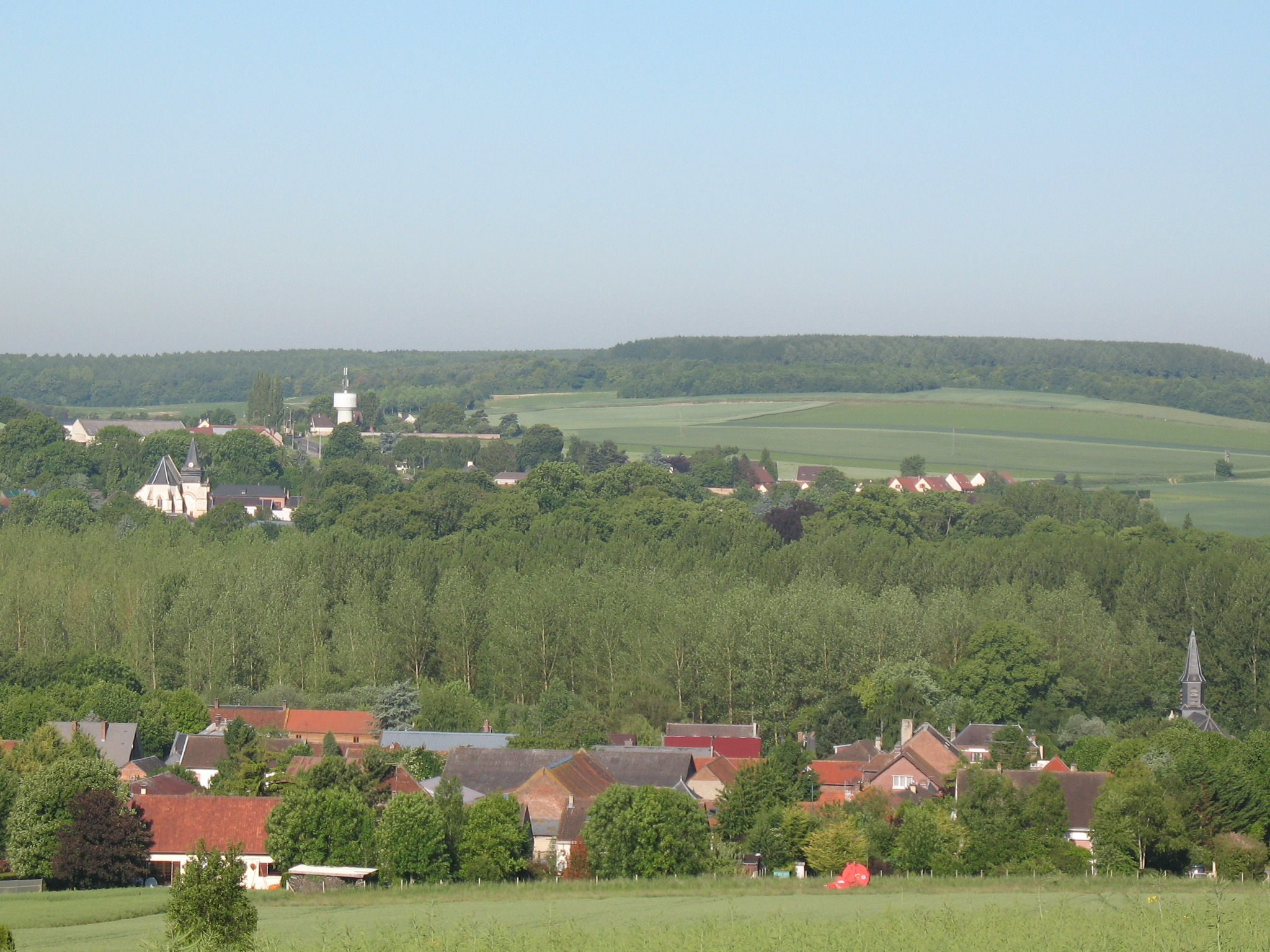
Peupleraie de la vallée de l'Hallue entre Pont-Noyelles et Querrieu.

L'Hallue traverse une seule zone hydrographique « l'Hallue et le Canal de la Somme de l'écluse numéro 15 Daours à l'écluse numéro 16 Lamotte » (E639).
Le bassin versant de l'Hallue, d'une superficie de 230 km2, se situe au nord du bassin picard majoritairement recouvert par le limon. Le niveau supérieur du substrat est formé de craie blanche à silex plus ou moins gros (Turonien terminal et Coniacien). La vallée est recouverte par des alluvions constituées de limons tourbeux, de tourbes, de sables et d’argiles.

### Organisme gestionnaire
Un SAGE est en cours d'élaboration dans le cadre de la Vallée de la Somme - Ancre - Hallue. L'organisme gestionnaire est l'Ameva : Aménagement et valorisation du bassin de la Somme

## Affluents
La Hallue a neuf affluents référencés, cours d'eau de faible longueur :
- le Ravin (rg[note 2]), 10,2 km, sur les quatre communes de Senlis-le-Sec (source), Warloy-Baillon, Vadencourt, Contay (confluence).
- La Sybirre[11] prend sa source en contrebas du bois de Parmont et du plateau de La Houssoye, dont elle est l'exutoire de la nappe phréatique. Cette source dite Fontaine Saint-Martin se situe au bord de la première entaille (ancienne tourbière) de Fréchencourt, dont le déversoir forme la Sybirre qui rejoint le Petit bras est de l'Hallue, pour se jeter en rive gauche de celle-ci après avoir longé la route D 929[12].
- À Contay, l'Hallue reçoit deux ruisseaux sur la rive droite (de respectivement 300 m et 150 m) et la Buteresse sur la rive gauche dont la source est intermittente.
- À Behencourt, le Ruisseau de Vilaincourt (500 m) en aval de la chute du moulin sur la rive gauche.
- À Frechencourt  le Relet du château de Behencourt se jette dans l'Hallue en aval du moulin de Fréchencourt sur la rive gauche. Le Relet du Grand Rosoy, alimenté par les puits tournants, fournit régulièrement le tiers du débit de la rivière (600 m en rive droite)
- À Daours, l'Haluette (800 m en rive gauche) draine les eaux des sources au pied des falaises de Daours pour rejoindre l'Hallue 50 m avant son confluent avec la Somme.
- Une source la Noelle[13] prend naissance à peu de distance de la D 929 et des habitations du village. Elle s'écoule dans les étangs et les anciennes tourbières du marais de Pont-Noyelles[14],[15]. Elle serpentait autrefois sur 3,7 km[16], dans les marais des trois communes, dans le sens amont vers aval, de Pont-Noyelles, Bussy-lès-Daours et Daours.

### Rang de Strahler
Donc son rang de Strahler est de deux.

## Hydrologie
Son régime hydrologique est dit pluvial océanique.

### L'Hallue à Querrieu
Une station hydrologique est en service à Querrieu pendant 18 ans, depuis le 4 décembre 2001  jusqu'au 1er avril 2019  pour un bassin versant de 195 km2 soit 90% du bassin versant total de l'Hallue (230 km2), et à 37 m d'altitude. Elle fait donc plus partie désormais des stations hydrologiques permettant la surveillance des crues en Somme.
Le module ou moyenne annuelle de son débit est à Querrieu de 1,03 m3/s.

### Étiage ou basses eaux
À l'étiage, c'est-à-dire aux basses eaux, le VCN3, ou débit minimal du cours d'eau enregistré pendant trois jours consécutifs sur un mois, en cas de quinquennale sèche s'établit à 0,24 m3/s, ce qui reste confortable,.

### Crues
Sur cette courte période d'observation, le débit journalier maximal a été observé le 12 juin 2016 pour 2,68 m3/s. Le débit instantané maximal a été observé le 11 avril 2002 avec 4,45 m3/s en même temps que la hauteur maximale instantanée de 452 mm soit 0,452 m.
Le QIX 2 est de 1,7 m3/s, le QIX 5 est 2,4 m3/s, le QIX 10 est de 2,9 m3/s et le QIX 20 est de 3,4 m3/s.

### Lame d'eau et débit spécifique
La lame d'eau écoulée dans cette partie du bassin versant de la rivière est de 167 millimètres annuellement, ce qui est à la moitié de la moyenne en France, à 300 mm/an. Le débit spécifique (Qsp) atteint 5,3 litres par seconde et par kilomètre carré de bassin.

## Aménagements

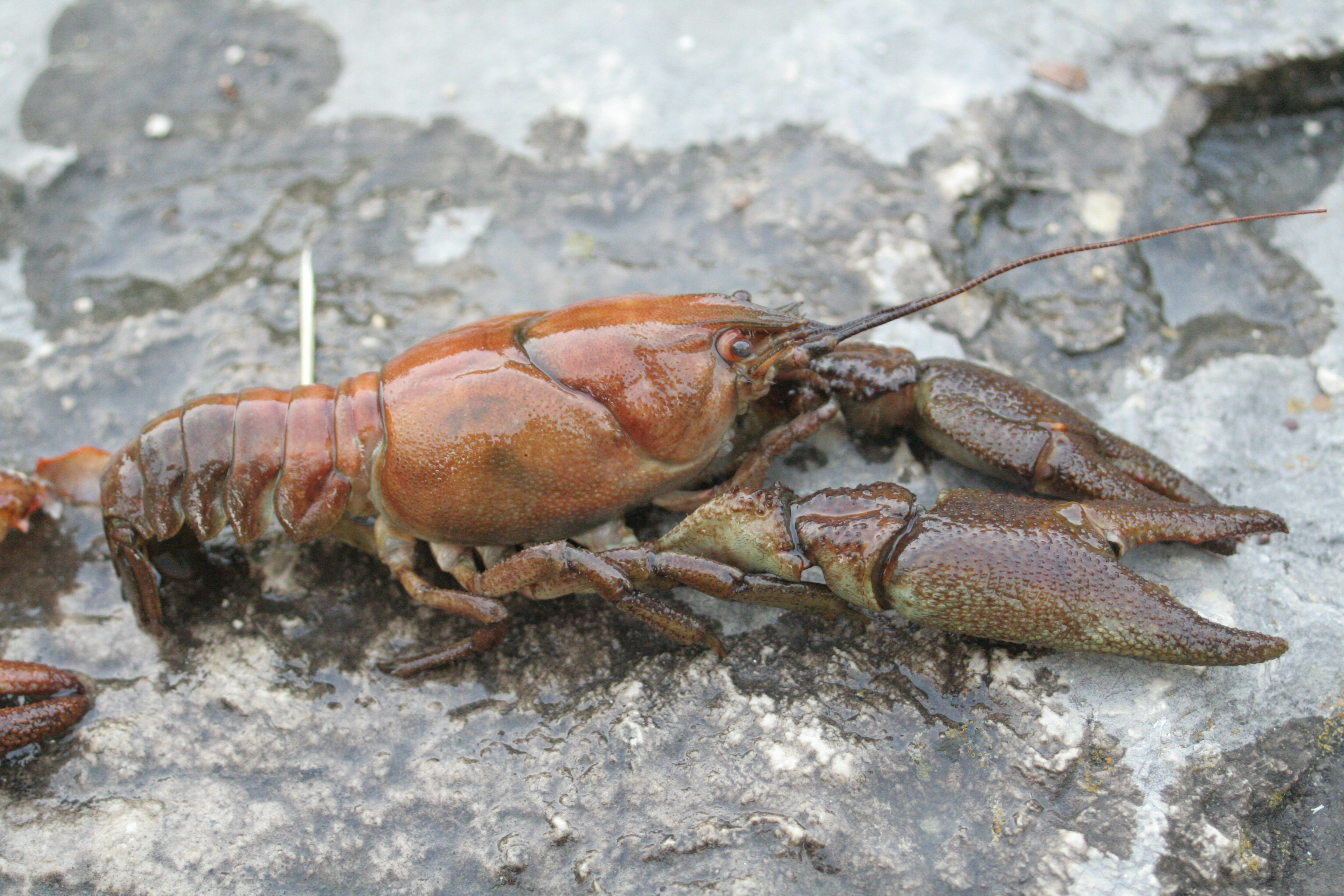
Écrevisse à pattes blanches.

Le bassin versant de l'Hallue a une vocation essentiellement agricole. Le plateau et les coteaux de la vallée de la rivière sont consacrés à la grande culture des céréales et de la pomme de terre. Les prairies pâturées se retrouvent en fond de vallée où domine l'élevage bovin. Des élevages de volailles et de porcs complètent ces activités ainsi qu'un établissement piscicole, sis à Fréchencourt, qui élève des écrevisses à pattes blanches, des écrevisses à pattes rouges ainsi que des truites arc-en-ciel, des truites fario et des ombles alis.
De nombreux marais agrémente le cours de l'Hallue et le circuit des Puits tournants la longe.

### Écologie
L'Hallue a une ZNIEFF de type I référencée sur son cours :
- no 220320025 Marais de la vallée de l'Hallue entre Montigny-sur-l'Hallue et Bussy-lès-Daours de 198 hectares, décrit depuis 1997, de type I sur les huit communes de Beaucourt-sur-l'Hallue, Béhencourt, Bussy-lès-Daours, Daours, Fréchencourt, Montigny-sur-l'Hallue, Pont-Noyelles, Querrieu[19]

Une autre ZNIEFF de type I est référencée entre son embouchure et celle de l'Ancre au nord de la Somme :
- no 220013977 Marais et larris[20] de Daours/Corbie de 177 hectares, décrit depuis 1989, de type I sur les trois communes de Aubigny, Corbie, Daours[21]

### Prélèvement d'eau dans la nappe souterraine
La communauté d'agglomération d'Amiens a été autorisée à dériver une partie des eaux souterraines de la vallée de l'Hallue, recueillies par trois points de prélèvement situés sur le territoire de Bussy-les-Daours à proximité du marais de la commune de Querrieu. Les débits de pompage ne devront pas excéder 1 050 m3 par heure et 15 600 m3 par jour.
La situation de sécheresse est appréciée par un relevé de la profondeur de la nappe phréatique au piézomètre de Senlis-le-Sec, situé en tête du bassin versant.

### Maintien du niveau des étangs
Le système hydraulique des étangs de Pont-Noyelles, Querrieu, Bussy-les-Daours et Daours, ainsi que du fossé de séparation entre les marais de Querrieu et de Pont-Noyelles creusés en 1843, a été rétabli par des liaisons entre les étangs et la pose de seuils sur le fossé. Le niveau minimum de référence à maintenir doit être la cote 34,25 (mètres) à l'étang du camping de Querrieu. Il est maintenu par prélèvement d'eau dans l'Hallue au débit maximal de 12 litres par seconde.

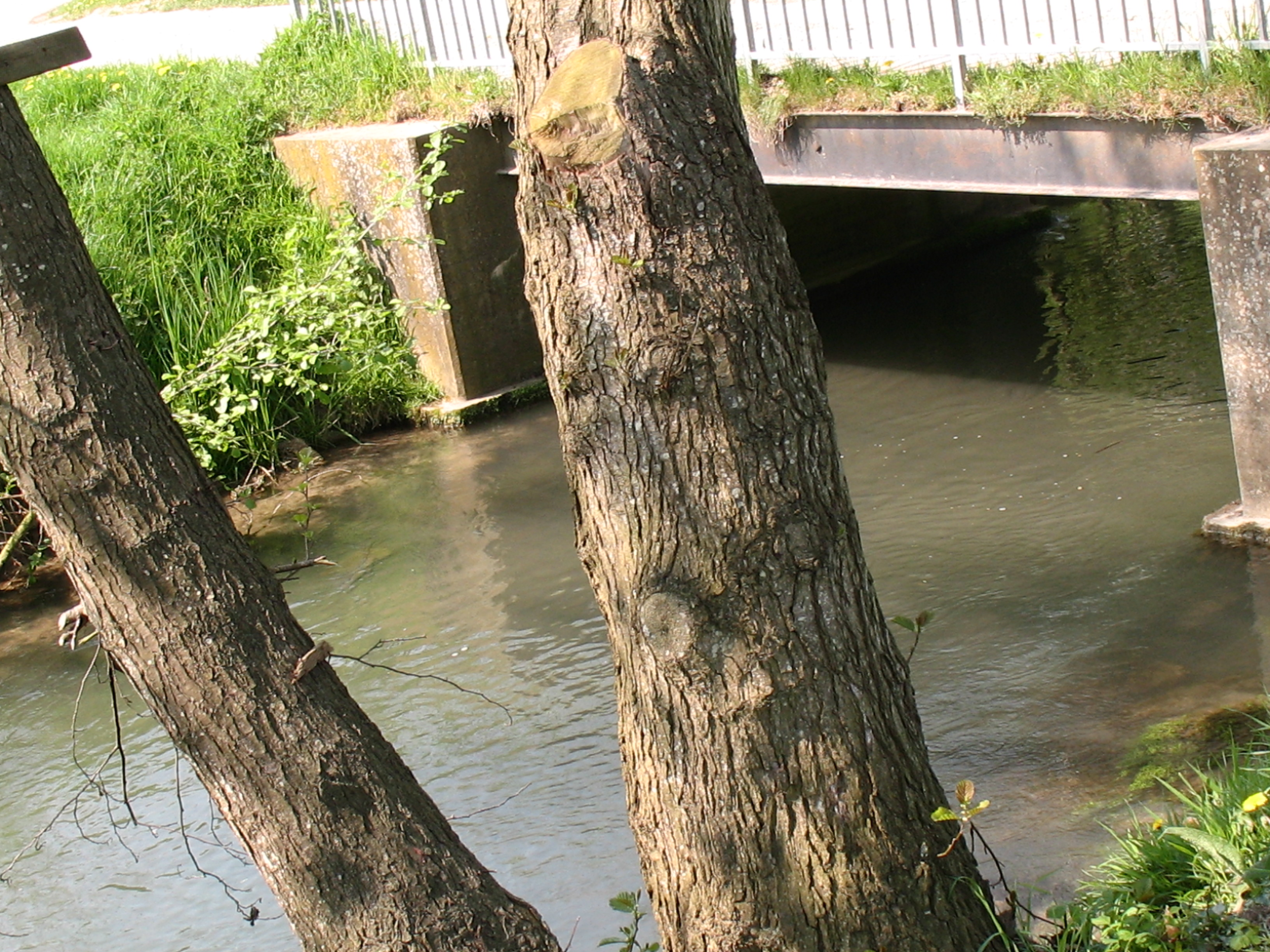
Le Pont des Anglais sur l'Hallue dans le marais de Querrieu.

### Puits Tournants
Dans la vallée de l'Hallue, le jaillissement de sources a creusé le sol calcaire en créant des sortes de puits profonds. Il s'agit de résurgences de la nappe de craie alimentée par les eaux souterraines provenant de la vallée sèche qui remonte vers Molliens et Villers-Bocage. Autrefois, cet affluent de l'Hallue se jetait dans la rivière à Fréchencourt au lieu-dit "Les jardinages". À la suite d'une baisse générale du plan d'eau, la nappe d'eau qui l'alimentait trouva son exutoire auprès de "la Falize", derrière le château actuel. À cet endroit, l'eau sort de terre par une multitude de sources. Cette zone de sources couvre trois hectares. L'eau n'y jaillit pas puisqu'elle peut sortir par de multiples bouches; on en dénombre 260 dans l'ensemble de cette zone humide connue sous le nom de "Grand Rosoy" au milieu de laquelle se trouve "l'Étang bleu". Parmi ces sources, une bonne centaine ont moins de 0,50 mètre de profondeur, une soixantaine de 0,50 à 1 mètre et 93 de plus d'un mètre. La plus profonde "l'Abyme", dont le gouffre proprement dit a 5,50 mètres de profondeur et un diamètre moyen de 6 mètres, constitue une réserve d'eau de plus de 160 m3. Son débit s'avérait important jusqu'en 1935, date à laquelle un forage a été réalisé pour l'adduction d'eau du village de Saint-Gratien mais actuellement cette grande source est pratiquement tarie.
Depuis, "l'Abyme" s'est envasé et l'eau n'y "tourne" plus, car l'appellation de "puits tournants" provenait du fait que l'eau sortait du sol en plus grande abondance que le lit encombré d'herbes ne pouvait en débiter. Il se formait alors des tourbillons et des remous au-dessus du gouffre à un point tel qu'il n'était pas possible à cette époque d'y immobiliser un bateau.
Avant la création d'un barrage pour alimenter la pisciculture de Fréchencourt, le débit des sources dont les eaux se rassemblent dans "le Relet", long de 600 mètres, était régulier et presque égal à celui de l'Hallue qui, à son confluent, a déjà parcouru 7 km. Depuis la construction de ce barrage, les sources et les ruisseaux se sont envasés et le débit du "Relet" a diminué de moitié, mais il représente encore un tiers du débit de l'Hallue.
La coloration bleue des "puits tournants", lorsque la profondeur dépasse un mètre, proviendrait de phénomènes de réfraction et d'absorption chromatique sélective : la lumière rouge pénètre profondément dans l'eau et la lumière bleue est absorbée par les couches liquides supérieures.

#### Légende
La tradition rapporte qu'il y a bien longtemps un carrosse tiré par six chevaux tomba dans l'Abyme avec ses occupants, les chevaux s'étant emballés. Cette légende est plausible car l'ancien chemin vers Querrieu et Amiens passait autrefois au-dessus de la Falize et formait un angle droit juste au-dessus de l'Abyme. Le carrosse aurait dévalé la pente abrupte pour tomber dans le gouffre qui pouvait effectivement engloutir six chevaux et un carrosse. Des légendes similaires existent à propos d'autres "puits tournants" de la Somme : par exemple, un marchand de cochons et son attelage engloutis dans la Fontaine bleue de Mézerolles, un carrosse menant de jeunes mariés quittant la route et plongeant dans la Fontaine bleue de Corbie, ...

### Une vallée industrieuse

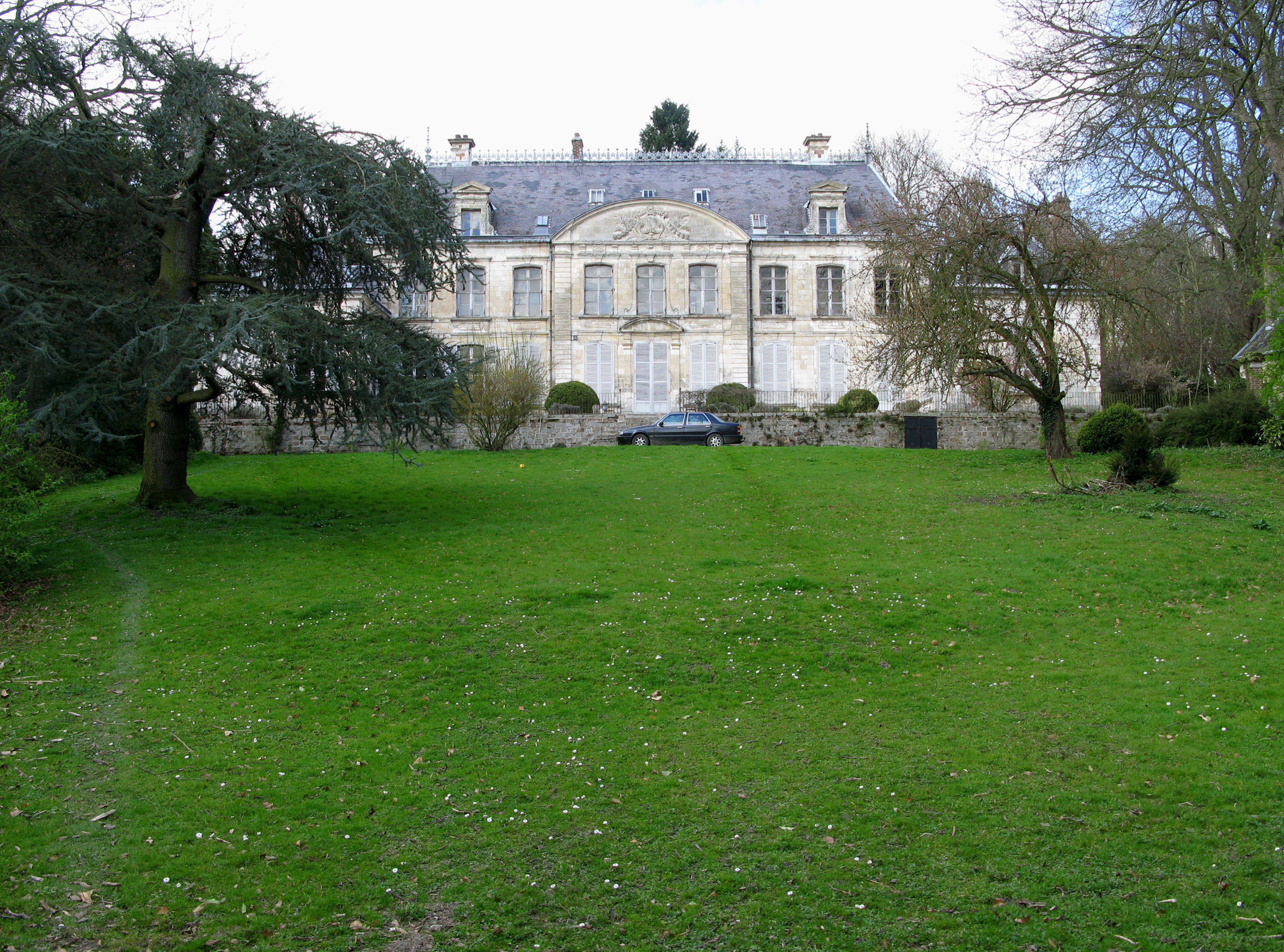
Le château de Contay dans la haute vallée de l'Hallue.

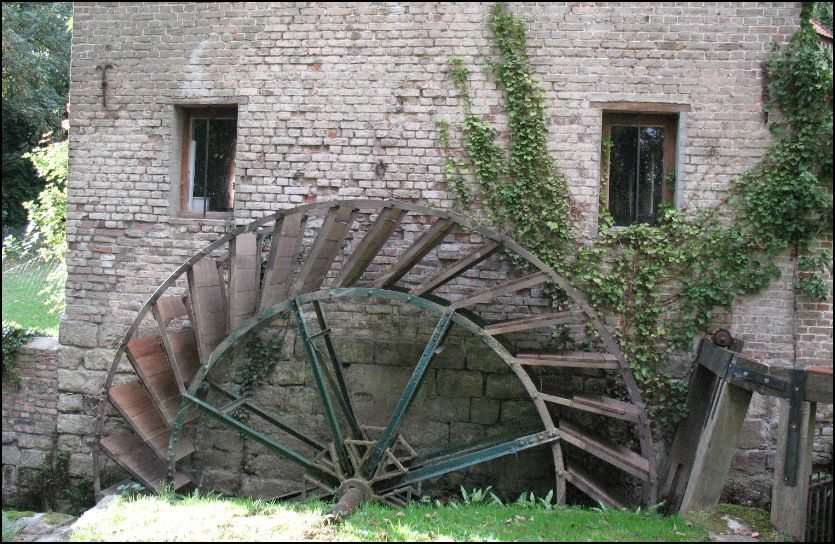
La roue du moulin de Querrieu.

La vallée de la rivière a toujours été tenue à l'écart des grands courants de circulation, déjà la voie romaine reliant Amiens à Albert ne faisait que traverser l'Hallue près de sa confluence avec la Somme. C'est donc l'agriculture qui rythma la vie des habitants travaillant sur les nombreuses terres dépendantes des abbayes de Corbie et Saint-Vaast d'Arras; à Fréchencourt et à Querrieu, des moulins encore visibles de la vallée, témoignent d'activités de meunerie liées à la production de céréales. À la fin du XIXe siècle, des activités textiles (bonneterie, tissage) s'installèrent, grâce aux investissements d'industriels amiénois, à Daours et Pont-Noyelles. Quelques manoirs et châteaux, d'époque tardive (XVIIIe et XIXe siècles), ont été édifiés à Contay, Beaucourt-sur-l'Hallue, Béhencourt et Querrieu. Pont-Noyelles a été, le 23 décembre 1870, le siège de violents combats entre l'armée française commandée par Louis Faidherbe et les forces allemandes du général Edwin von Manteuffel.

### La bataille de l'Hallue, 20 et 23 décembre 1870
La bataille de l'Hallue est couramment appelée bataille de Pont-Noyelles en raison de l'intensité des combats d'infanterie qui ont eu lieu dans ce village. C'est l'un des derniers épisodes de la Guerre franco-prussienne de 1870
Son issue est indécise.
La bataille oppose 40 000 soldats français du général Faidherbe aux 22 500 prussiens d'Edwin Freiherr von Manteuffel. 
Les Français subissent de lourdes pertes dans le village devant leurs positions. Cependant, les Prussiens sont incapables de se maintenir sur les hauteurs qu'ils contrôlaient. Après que leur attaque est repoussée, les Français continuèrent à lancer des offensives, mais sans résultat décisif. Un millier de soldats français sont tués, et 1 300 capturés. Environ 927 Prussiens sont tués ou blessés.